# Han Bo-bae
Han Bo-bae (nascida em 4 de março de 1994) é uma atriz sul-coreana. Han começou sua carreira como atriz-mirim e já estrelou em filmes e séries de televisão, tais como World of Silence (2006), A Company Man (2012), Total Messed Family (2014), The Last Scandal of My Life (2008), My Pitiful Sister (2008) e School 2017 (2017).

## Prêmios e indicações
| Ano  | Prêmio            | Categoria            | Obra indicada     | Resultado |
| ---- | ----------------- | -------------------- | ----------------- | --------- |
| 2008 | Prêmios KBS Drama | Melhor atriz juvenil | My Pitiful Sister | Indicado  |